# Alessandro Velotto
Alessandro Velotto (Pollena Trocchia, 12 de fevereiro de 1995) é um jogador de polo aquático italiano, medalhista olímpico.

## Carreira

### Rio 2016
Velotto integrou a equipe medalha de bronze nos Jogos do Rio de Janeiro..